# لیدیا میلت
لیدیا میلت (انگلیسی: Lydia Millet؛ زادهٔ ۵ دسامبر ۱۹۶۸) یک نویسنده، و رمان‌نویس اهل ایالات متحده آمریکا است. سومین رمان او با نام زندگانی شاد من  برنده جایزه پن مرکزی آمریکا و نامزد دریافت جایزه پولیتزر شد. وی همچنین برنده کمک هزینه گوگنهایم شده است.